# Kahiser Lenis
Kahiser Miguel Lenis Navarro (Ciudad de Panamá, Panamá, 23 de julio de 2001) es un futbolista panameño que juega como delantero en el Jaguares de Córdoba de la Categoría Primera A.

## Trayectoria

### AD Santa Rosa
Lenis se encontraba inscrito en el equipo sub-20 de Santa Rosa, pero su destacado talento lo llevó rápidamente al primer equipo y debutó con el club en la Segunda División de Costa Rica.se destaca por sus buenas gambetas y juego rápido, debutó en la Liga de Ascenso en septiembre del año 2019 en la victoria de Barrio México 3-0 sobre Santa Rosa. Llegó a disputar tanto en el Torneo de Apertura como Clausura 12 partidos para un total de 385 minutos en el fútbol de la Liga de Ascenso costarricense.

### CD Alcalá
Fichó por el club CD Alcalá el 19 de marzo del 2020 para jugar en la división de honor de Sevilla.

### CD Rabesa
Al mediado del 2020 paso CD Rabesa en donde en donde jugó 7 partidos y anotó 4 goles en la Tercera Andaluza Sevilla.

### CA Independiente
A finales del 2020 fue anunciado como nuevo jugador del CA Independiente para el segundó equipo. Con el segundo equipo jugó el Torneo Apertura 2021 Liga Prom en donde fueron eliminados en las semifinales de la conferencia oeste tras perder 7 a 6 por penales tras quedar un marcador global de 1 a 1 contra el Mario Méndez FC. Jugó el Torneo Clausura 2021 Liga Prom en donde quedaron en la tercera posición de la zona sur de la conferencia este quedándose a un paso de clasificar las semifinal de la conferencia. Debutó con el primer equipo el 16 de septiembre de 2021 en la victoria 3 a 0 contra el Sporting SM en el Estadio Agustín Muquita Sánchez siendo titular y jugó hasta el minuto 75. En la Liga Concacaf 2021 jugó 1 partido en donde quedaron eliminados en los octavos de final en donde perdieron en un marcador global de 0 a 2 contra el Forge FC en donde jugó en 1 partido. En el Torneo Clausura 2021 jugó 2 partidos y anotó 1 gol en donde fueron eliminados en los playoff en donde perdieron 1 a 3 en los tiempos extras contra el Alianza FC en el Estadio Agustín Muquita Sánchez en donde no estuvo convocado.

### Sporting SM
El 26 de diciembre de 2021 fue anunciado como nuevo jugador del Sporting San Miguelito. Con el segundo equipo, disputó el Torneo Apertura 2022 Liga Prom y el Torneo Clausura 2022 Liga Prom. Debutó con el primer equipo el 4 de febrero de 2022 en el empate 3 a 3 contra el Tauro FC en el Estadio Rommel Fernández siendo suplente y entró al minuto 90 por Valentín Pimentel. Fue subcampeón del Torneo Apertura 2022 en donde perdieron la final 1 a 2 contra el Alianza FC en el Estadio Rommel Fernández en donde fue suplente y entró al minuto 64 por Edson Samms, en dicho torneo jugó 15 partidos. En la Liga Concacaf 2022 jugó 1 partido en donde fueron eliminados en los octavos de final en donde perdieron en un marcador global de 2 a 1 contra el Tauro FC en donde solo jugó en 1 partido. En el Torneo Clausura 2022 jugó 12 partidos en donde fueron eliminados en las semifinales en donde perdieron en un marcador global de 2 a 1 contra el CA Independiente en donde jugó en 1 partido.

### Jaguares de Córdoba
El 17 de febrero de 2023 fue anunciado como nuevo jugador del Jaguares de Córdoba. Debutó con el club de 25 de febrero de 2023 en la victoria 2 a 0 contra el Deportivo Pereira siendo suplente y entró al minuto 68 por Pablo José Rojas. En el Torneo Apertura 2023 jugó 7 partidos en donde quedaron en la décima novena posición. En la Copa Colombia 2023 jugó 3 partidos en donde fueron eliminados en la Fase III en donde perdieron 5 a 3 en penales tras quedar un marcador global de 1 a 1 contra el Deportivo Cali en donde jugó en un partido. En el Torneo Finalización 2023 jugó 6 partidos en donde quedaron nuevamente en la décima novena posición. En el Torneo Apertura 2024 jugó 18 partidos y anotó 2 goles en donde quedaron en la decimocuarta posición.

## Selección nacional

### Categorías inferiores
El 30 de mayo de 2023, fue llamado a la selección Sub-23 de Panamá para disputar el Torneo Maurice Revello de 2023 celebrado en Francia, saliendo campeón de dicho Torneo en donde le ganaron la final 4 a 1 contra México en el Stade Marcel Roustan en donde fue titular, anotó el tercer gol del partido y jugó hasta el minuto 72, en dicho torneo jugó 4 partidos y anotó 1 gol. Y para el Torneo Maurice Revello de 2024 en donde jugó 4 partidos y quedaron en la séptima posición tras ganarle 4 a 3 en penales en donde quedaron 1 a 1 en el tiempo regular contra Arabia Saudita en el Stade René Gimet en donde fue titular y jugó todo el partido.

### Selección absoluta
Hizo su debut con la selección absoluta  el 27 de agosto de 2023 en la victoria 2 a 1 contra Bolivia en un partido amistoso en donde hizo los 2 goles, el partido se jugó en el Estadio Félix Capriles en Bolivia en donde fue titular y jugó todo el partido.
 en la Liga de Naciones de la Concacaf 2023-24 jugó 3 partidos en donde quedaron en el cuarto lugar tras perder 0 a 1 contra Jamaica en el AT&T Stadium en donde fue suplente y entró al minuto78 por José Fajardo. En la Copa América 2024 jugó 2 partidos en donde fueron eliminados en los cuartos de final en donde perdieron 5 a 0 contra Colombia en el State Farm Stadium en donde suplente en el partido.

### Participaciones en Selección Nacional
| Copa                        | Categoría | Sede           | Resultado        | Partidos | Goles |
| --------------------------- | --------- | -------------- | ---------------- | -------- | ----- |
| Torneo Maurice Revello 2023 | Sub-23    | Francia        | Campeón          | 4        | 1     |
| Liga de Naciones 2023-24    | Mayor     | Concacaf       | Cuarto lugar     | 3        | 0     |
| Torneo Maurice Revello 2024 | Sub-23    | Francia        | Séptimo lugar    | 4        | 0     |
| Copa América 2024           | Mayor     | Estados Unidos | Cuartos de final | 2        | 0     |

### Goles internacionales
| Goles internacionales | Goles internacionales | Goles internacionales                       | Goles internacionales | Goles internacionales | Goles internacionales | Goles internacionales |
| Num.                  | Fecha                 | Lugar                                       | Rival                 | Gol                   | Resultado             | Competición           |
| --------------------- | --------------------- | ------------------------------------------- | --------------------- | --------------------- | --------------------- | --------------------- |
| 1                     | 27 de agosto de 2023  | Estadio Félix Capriles, Cochabamba, Bolivia | Bolivia               | 0-1                   | 1-2                   | Amistoso              |
| 2                     | 27 de agosto de 2023  | Estadio Félix Capriles, Cochabamba, Bolivia | Bolivia               | 1-2                   | 1-2                   | Amistoso              |

## Clubes
| Club             | País       | Año         |
| ---------------- | ---------- | ----------- |
| AD Santa Rosa    | Costa Rica | 2019 - 2020 |
| CD Alcalá        | España     | 2020        |
| CD Rabesa        | España     | 2020 - 2021 |
| CA Independiente | Panamá     | 2021        |
| Sporting SM      | Panamá     | 2022        |
| Jaguares FC      | Colombia   | 2023 - act. |